# Tengelic (település)
Tengelic (németül: Dengelitz) község Tolna vármegyében, a Paksi járásban. 7093 hektáros kiterjedésével a megye második legnagyobb közigazgatási területű községe.

## Fekvése
Pakstól délnyugatra kb. 15 kilométerre fekszik a Duna és a Sárvíz között, utóbbihoz közelebb; több egymástól földrajzilag elkülönülő településrész alkotja.
A közvetlenül határos települések: észak felől Nagydorog és Pusztahencse, északkelet felől Paks, kelet felől Dunaszentgyörgy, délkelet felől Fadd és Tolna, dél felől Fácánkert és Szedres, délnyugat felől Medina, nyugat felől Kölesd, északnyugat felől pedig Kajdacs.

### Megközelítése
Területén kelet-nyugati irányban a Paks-Kölesd közti 6233-as út halad végig, központját azonban csak a 6235-ös út, Szőlőhegy településrészét pedig a 6234-es út érinti. Nyugati külterületeit átszeli a 63-as főút is, az ország távolabbi részei felől ez a legfontosabb elérési útvonala.
Vonattal a MÁV 46-os számú Rétszilas–Bátaszék-vasútvonal}án érhető el, melynek két megállási pontja van a határai között: Sárbogárd vasútállomás felől sorrendben előbb Kölesd-Alsótengelic megállóhely, majd Tengelic megállóhely.

## Története
Tengelicen már a bronz, és vaskortól éltek emberek. Ezt bizonyítják a különböző korokból feltárt leletek, például bronz nyílhegy Felső-Tengelicen, bronzserpenyő Tengelicről. A falu határában honfoglalás kori sírokat tártak fel. A római korban kereskedelmi út vezetett a falu mellett. Az 1960-as években vadászok kb. 800 római ezüstpénzt találtak a Bogárzónál (Felső-Tengelictől északra).
Egy 1304-ben keletkezett oklevél említi Tengelic templomát. A templomhoz település is tartozott, amit a csont- és cserépmaradványok is bizonyítottak. A templom bizonyítja, hogy Tengelic már akkor központi helység volt a környékbeli puszták között. A templom alapjait találták meg a Nyulasi-tó északnyugati részén. Ez a település a török időkben pusztult el.
A község történetében mérföldkő volt, amikor az 1700-as évek elején Gindly Urbán Fülöp és Gindly Balázs Ferdinánd győri tőzsérek adományként kaptak I. Lipóttól mintegy 15 000 hold területet. A legenda szerint Gindly annyi földet kapott, amennyit napkeltétől napnyugtáig lovon körbe tud járni és kötéllel be tudja keríteni, bár egy másik változat körbeszántásról szól. Ez az óriási birtok házasságok és öröklődések révén több uradalomra szakadt. A birtokosok közül többen a haladásért küzdöttek, köztük Csapó Dániel, Bezerédj István, I. Csapó Vilmos és II. Csapó Vilmos.

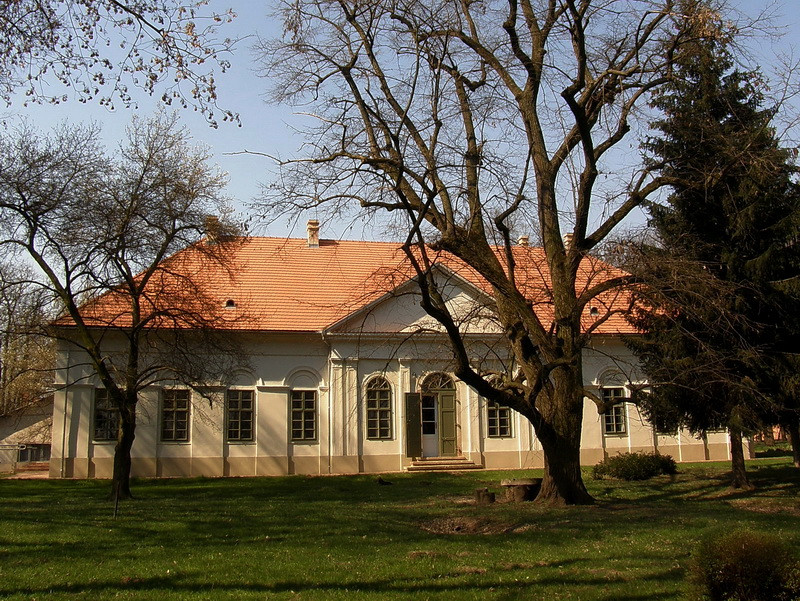
A Gindly-Benyovszky-kúria, ma egy szobrászművész bérli

A 20. század elején a falu mostani területén található 1381 hektáros Zichy-birtokot felparcellázták. 32 településről sereglettek ide a zsellérek. 1905-ben 200 telepes család érkezett, németek és magyarok. 1906-ban megépült az iskola, mivel az 1884-ben alapított pusztai iskola az alapító gróf Zichy Edmund (Ödön) halála után már nem volt elég az egyre növekvő számú gyerekeknek.
A mai Tengelic részei a 20. század elejéig Medinához, Szedreshez és Kölesdhez tartoztak, csak 1907-ben alakult önálló községgé, ekkor hivatalos neve Gindlycsalád lett (az addigi Kistengelic helyett). 1912-ben szentelték fel a katolikus templomot, amelyet egy magtárból alakítottak ki. 1928-ban emelet épült az iskolára, 1929-ben a lakosság támogatásával megépült a kultúrház, ami sok közösségi programnak adott otthont. 1931-ben a község neve Tengelic lett. 1937-ben megépült a református templom, 1941-ben pedig az óvoda. A második világháború alatt élelemhiány következett be, ezt közmunkával oldották meg, a munkáért búzát kapott a lakosság. 1944. december 1-jén a szovjet csapatok bevonultak Tengelicre, ezzel a településen véget ért a háború. A háború megtizedelte a lakosságot, utána pedig elkezdték kitelepíteni a németeket. 1945-ben a Csapó család földjét csökkentették, később 1949-ben végleg távozniuk kellett, mert a megalakult tsz vette tulajdonába a birtokot és a „kastélyt”. 1946-47-ben villamosították a falut.

## Közélete

### Polgármesterei
- 1990–1994: Huber Péter (független)[5]
- 1994–1998: Nagy Ferencné (független)[6]
- 1998–2002: Nagy Ferencné (független)[7]
- 2002–2005: Nagy Ferencné (független)[8]
- 2005–2006: Gáncs István (független)[9]
- 2006–2010: Gáncs István (független)[10]
- 2010–2014: Gáncs István (független)[11]
- 2014–2019: Gáncs István (független)[12]
- 2019–2024: Gáncs István (független)[13]
- 2024– : Gáncs István (független)[1]

A településen 2005. december 4-én időközi polgármester-választást tartottak, az előző polgármester halála miatt.

## Népesség
A település népességének változása:
| Lakosok száma | 2296 | 2239 | 2207 | 2137 | 2021 | 2013 | 2010 |
|               | 2013 | 2014 | 2015 | 2021 | 2022 | 2023 | 2024 |

A 2011-es népszámlálás során a lakosok 87%-a magyarnak, 5,4% cigánynak, 3% németnek, 0,5% románnak mondta magát (12,9% nem nyilatkozott; a kettős identitások miatt a végösszeg nagyobb lehet 100%-nál). A vallási megoszlás a következő volt: római katolikus 46,3%, református 10,1%, evangélikus 6,6%, felekezeten kívüli 14,3% (20,3% nem nyilatkozott).
2022-ben a lakosság 91,4%-a vallotta magát magyarnak, 2,3% cigánynak, 1,5% németnek, 0,2% románnak, 0,1-0,1% lengyelnek és görögnek, 1,7% egyéb, nem hazai nemzetiségűnek (8,3% nem nyilatkozott; a kettős identitások miatt a végösszeg nagyobb lehet 100%-nál). Vallásuk szerint 33,6% volt római katolikus, 8% református, 4,4% evangélikus, 0,4% görög katolikus, 3,5% egyéb keresztény, 0,4% egyéb katolikus, 18,4% felekezeten kívüli (31,1% nem válaszolt).

## Nevezetességei

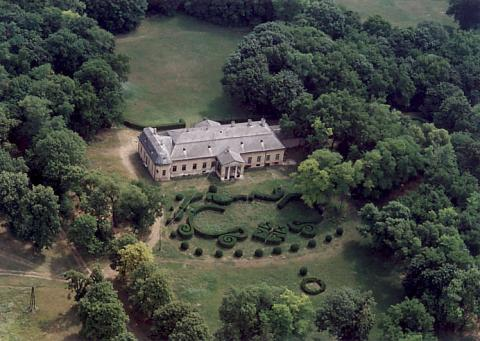
A Csapó-kúria a levegőből

Tengelic híres a spárgaültetvényéről, amely 100 hektáros területen fekszik a falu mellett és az idényben több száz ember dolgozik rajta. Májusban-júniusban terem, 95%-át Németországba exportálják.

### Kastélyok
- Gindly-Benyovszky-kúria[18] – Felső-Tengelic
- Csapó-kúria – Közép-Tengelic
- Bárány-kúria – Alsó-Tengelic (csak bérlő)
- Bernider-kúria – Közép-Hídvég
- Schell-kastély – Katalin-puszta
- Hiemer-kúria – Felső-Hídvég
- Jeszenszky-kúria – Alsó-Hídvég
- Zichy-kastély – a mai falu területén (már elpusztult)
- Bezerédj-kastély – Apáti, Jegenyés

### Épületek, szobrok a településen
- régi iskolaépület
- katolikus templom
- evangélikus templom
- református templom
- az önkormányzat épülete
- hősök szobra